# Danylo Tschajkowskyj
Danylo Wassyljowytsch Tschajkowskyj (ukrainisch Данило Васильович Чайковський, auch bekannt unter dem Pseudonym O. Danskyj; * 17. März 1909 in Myschkiw; † 3. Juli 1972 in Irvington, New Jersey, Vereinigte Staaten) war ein ukrainischer Journalist und Mitglied der Organisation Ukrainischer Nationalisten. Er war Häftling im KZ Auschwitz von 1942 bis zur Befreiung des Lagers im Jahr 1945.
Danylo Tschajkowskyj veröffentlichte 1946 den ersten Bericht eines KZ-Überlebenden in ukrainischer Sprache (München; Ukrainische Verlagsgesellschaft), der unter dem Titel Chotschu schyty!: obrasky s nimezkych konzentrazijnych taboriw (dt.: Ich will leben! Skizzen der Nazi Konzentrationslager) erschien. Das Buch ist auch einer der frühesten Berichte über die Schrecken der nationalsozialistischen Konzentrationslager und wird in der dritten Person von Hnat Tirsky erzählt.
1967 emigrierte Tschajkowskyj nach New Jersey in den Vereinigten Staaten, wo er fünf Jahre später starb. Er ist auf dem Friedhof der St. Andrew Memorial Church beerdigt.